# 1167 год
1167 (ты́сяча сто шестьдеся́т седьмо́й) год  по юлианскому календарю — невисокосный год, начинающийся в воскресенье. Это 1167 год нашей эры, 7‑й год 7‑го десятилетия XII века 2‑го тысячелетия, 8‑й год 1160‑х годов. Он закончился 858 лет назад.
| Пн | Вт | Ср | Чт | Пт | Сб | Вс |
|    |    |    |    |    |    | 1  |
| 2  | 3  | 4  | 5  | 6  | 7  | 8  |
| 9  | 10 | 11 | 12 | 13 | 14 | 15 |
| 16 | 17 | 18 | 19 | 20 | 21 | 22 |
| 23 | 24 | 25 | 26 | 27 | 28 | 29 |
| 30 | 31 |    |    |    |    |    |

| Пн | Вт | Ср | Чт | Пт | Сб | Вс |
|    |    | 1  | 2  | 3  | 4  | 5  |
| 6  | 7  | 8  | 9  | 10 | 11 | 12 |
| 13 | 14 | 15 | 16 | 17 | 18 | 19 |
| 20 | 21 | 22 | 23 | 24 | 25 | 26 |
| 27 | 28 |    |    |    |    |    |

| Пн | Вт | Ср | Чт | Пт | Сб | Вс |
|    |    | 1  | 2  | 3  | 4  | 5  |
| 6  | 7  | 8  | 9  | 10 | 11 | 12 |
| 13 | 14 | 15 | 16 | 17 | 18 | 19 |
| 20 | 21 | 22 | 23 | 24 | 25 | 26 |
| 27 | 28 | 29 | 30 | 31 |    |    |

| Пн | Вт | Ср | Чт | Пт | Сб | Вс |
|    |    |    |    |    | 1  | 2  |
| 3  | 4  | 5  | 6  | 7  | 8  | 9  |
| 10 | 11 | 12 | 13 | 14 | 15 | 16 |
| 17 | 18 | 19 | 20 | 21 | 22 | 23 |
| 24 | 25 | 26 | 27 | 28 | 29 | 30 |

| Пн | Вт | Ср | Чт | Пт | Сб | Вс |
| 1  | 2  | 3  | 4  | 5  | 6  | 7  |
| 8  | 9  | 10 | 11 | 12 | 13 | 14 |
| 15 | 16 | 17 | 18 | 19 | 20 | 21 |
| 22 | 23 | 24 | 25 | 26 | 27 | 28 |
| 29 | 30 | 31 |    |    |    |    |

| Пн | Вт | Ср | Чт | Пт | Сб | Вс |
|    |    |    | 1  | 2  | 3  | 4  |
| 5  | 6  | 7  | 8  | 9  | 10 | 11 |
| 12 | 13 | 14 | 15 | 16 | 17 | 18 |
| 19 | 20 | 21 | 22 | 23 | 24 | 25 |
| 26 | 27 | 28 | 29 | 30 |    |    |

| Пн | Вт | Ср | Чт | Пт | Сб | Вс |
|    |    |    |    |    | 1  | 2  |
| 3  | 4  | 5  | 6  | 7  | 8  | 9  |
| 10 | 11 | 12 | 13 | 14 | 15 | 16 |
| 17 | 18 | 19 | 20 | 21 | 22 | 23 |
| 24 | 25 | 26 | 27 | 28 | 29 | 30 |
| 31 |    |    |    |    |    |    |

| Пн | Вт | Ср | Чт | Пт | Сб | Вс |
|    | 1  | 2  | 3  | 4  | 5  | 6  |
| 7  | 8  | 9  | 10 | 11 | 12 | 13 |
| 14 | 15 | 16 | 17 | 18 | 19 | 20 |
| 21 | 22 | 23 | 24 | 25 | 26 | 27 |
| 28 | 29 | 30 | 31 |    |    |    |

| Пн | Вт | Ср | Чт | Пт | Сб | Вс |
|    |    |    |    | 1  | 2  | 3  |
| 4  | 5  | 6  | 7  | 8  | 9  | 10 |
| 11 | 12 | 13 | 14 | 15 | 16 | 17 |
| 18 | 19 | 20 | 21 | 22 | 23 | 24 |
| 25 | 26 | 27 | 28 | 29 | 30 |    |

| Пн | Вт | Ср | Чт | Пт | Сб | Вс |
|    |    |    |    |    |    | 1  |
| 2  | 3  | 4  | 5  | 6  | 7  | 8  |
| 9  | 10 | 11 | 12 | 13 | 14 | 15 |
| 16 | 17 | 18 | 19 | 20 | 21 | 22 |
| 23 | 24 | 25 | 26 | 27 | 28 | 29 |
| 30 | 31 |    |    |    |    |    |

| Пн | Вт | Ср | Чт | Пт | Сб | Вс |
|    |    | 1  | 2  | 3  | 4  | 5  |
| 6  | 7  | 8  | 9  | 10 | 11 | 12 |
| 13 | 14 | 15 | 16 | 17 | 18 | 19 |
| 20 | 21 | 22 | 23 | 24 | 25 | 26 |
| 27 | 28 | 29 | 30 |    |    |    |

| Пн | Вт | Ср | Чт | Пт | Сб | Вс |
|    |    |    |    | 1  | 2  | 3  |
| 4  | 5  | 6  | 7  | 8  | 9  | 10 |
| 11 | 12 | 13 | 14 | 15 | 16 | 17 |
| 18 | 19 | 20 | 21 | 22 | 23 | 24 |
| 25 | 26 | 27 | 28 | 29 | 30 | 31 |

## События
- 1163—1167 — закончилась Византийско-венгерская война. Вооруженный конфликт между Византийской империей Мануила I Комнина и Венгерским королевством Иштвана III[1]:
  - Июль — Андроник Кондостефан разгромил венгров в большом сражении под Землином. К Византии отошли спорные территории в Хорватии и Далмации. Усмирён сербский жупан Стефан Неманя.
- 1167—1168 — захват Фридрихом Рима. Антипапа Пасхалий III садится на папский трон.
- 18 марта — битва при Аль-Бабейне в Египте между войсками, посланными из Дамаска Нур ад-Дином, и армией короля Иерусалима Амори I[2].
- Апрель—декабрь — образование Ломбардской лиги городов: Милана, Пармы, Феррары, Лоди, Падуи, Венеции, Вероны, Пьяченцы, Болоньи, Кремоны, Тревизо, Мантуи, Виченцы, Бергамо и Брешиа. Лига признаёт папу Александра III.
- Осень — битва при Пантине между войсками под предводительством сербского князя Стефана Немани против войск своего брата Тихомира поддерживаемого силами Византийской империи[3].
- Войска, верные римскому сенату, были разгромлены войском императора при Тускулуме.
- Основание Абсалоном — Копенгагена.

## Русь
Правление: 1154—1155, 1159—1161, 1161—1167 — Ростислав Мстиславич 1167—1169 — Мстислав Изяславич (с марта)

### Правление Ростислава Мстиславича
- Начало года — организован объединённый поход русских князей к Каневу для охраны торговых путей "Греческого" и "Залозного", в котором приняли участие все основные князья Южной Руси[4][5].

- Начало года — одновременно Ольговичи продолжали активно действовать против левобережных половцев: новгород-северский князь Олег Святославич взял «вежи Козины» (хана Кзы), а стародубский князь Ярослав Всеволодович – «Беглюковы вежи»[5].
- Начало года — Ростислав Мстиславич отправляется в Великий Новгород для урегулирования отношений со своим сыном Святославом Ростиславичем и новгородцами. По пути останавливается в г. Чичерск у своего зятя Олега Святославича, пирует тут и обменявшись подарками отправляется к сыну в Смоленск[6].
- Начало года — Роман Ростиславич встречает в Смоленске своего отца Ростислава Мстиславича совершающего поездку в В. Новгород и богато одаривает его[6].
- Тяжело больной Ростислав Мстиславич заезжает в Торопец, откуда посылает сыну Святославу грамоту, повелевая выехать к Великим Лукам, где встречается с сыном и новгородцами. Последние целуют крест Ростиславу, на том, чтобы они иного князя не искали. Утвердив крестное целование и получив множество подарков Ростислав возвращается в Смоленск к сыну Роману[6].
- Начало года — Роман Ростиславич вторично встречает в Смоленске своего тяжело больного отца Ростислава Мстиславича. Тётка Романа (сестра Ростислава), княгиня Рогнеда Мстиславна, пыталась убедить великого князя остаться в Смоленске до выздоровления, но тот приказал везти себя в Киев[7].
- 14 марта — умер в г. Заруб  великий князь Киевский Ростислав Мстиславич возвращаясь из путешествия в Новгород. Заруб  (сов. пос. Осовик Рогнеденского р-на Брянской обл.) принадлежал Рогнеде Мстиславне, сестре Ростислава Мстиславича. Перед смертью Ростислав пожелал принять постриг, но его отговорил духовник Симеон[4][6][7].
- 21 марта — согласно завещанию Ростислава Мстиславича, его тело привозят в Киев и погребают с монастыре Святого Феодора (Отчий)[6].

- После смерти Ростиислава Мстиславича находившиеся в Киеве трепольский князь Владимир Мстиславич, овручский князь Рюрик Ростиславич и вышгородский князь Давид Ростиславич пригласили на киевский стол Мстислава Изяславича, рассчитывая получить для себя и своих союзников от него значительные волости. Рюрик и Давид Ростиславичи планировали закрепить за собой Овруч и Вышгород, Владимир Мстиславич претендовал на Торческ с Поросьем, их союзник – дорогобужский князь Владимир Андреевич – на Берестье, а брат Мстислава Изяславича – луцкий князь Ярослав Изяславич – на Владимир (Волынский). Однако Мстиславу Изяславичу стало известно об этом соглашении, и он решил не подчиняться давлению[8].
- Старшим в роде был Владимир Мстиславич, однако он не имел ни силы, ни популярности, чтобы удержать киевский престол, поэтому уступил племяннику, потерпев поражение в ходе столкновений 19-20 мая под Вышгородом с войсками Мстислава Изяславича не принявший его условий и союзники сохранили за собой только прежние владения, заключив мир и 22 мая вернувшись в Киев[9][10].

#### Правление Мстислава Изяславича
- 1167—1169 — Мстислав Изяславич великий киевский князь[11][12].
- Мстислав Изяславич посылает вперёд себя Василька Ярополковича, чтобы тот охранял до его подхода великокняжеский стол[11].
- Давид Ростиславич предупредил Мстислава Изяславича о готовившемся против него заговоре, задуманным Владимиром Мстиславичем[10].
- Мстислав Изяславич получив сообщение о заговоре получает помощь от поляков и Ярослава Владимировича Осмомысла и соединяется у г. Микулин-Киевский с чёрными клобуками. Отсюда он отправляется с войском к Киеву. Посланные вперёд берендеи поджигают часть города и избивают мужей Владимира Мстиславича[11].
- 15 мая — Мстислав Изяславич вступает в Киев, где начинает пересылаться с родичами относительно разделения волостей. Уладив вопрос о землях принимает от них крестое целование[11].
- 15 мая — Андрей Боголюбский оказывает помощь новгородскому князю Святославу Ростиславичу, которого новгородцы, по согласовании с Мстиславом изгоняют из города[12].
- По соглашению за Рюриком Ростиславичем был закреплён Овруч, за Давидом Ростиславичем – Вышгород, за Владимиром Мстиславичем – Треполь и 4 города, данные ему ранее Ростиславом Мстиславичем[8].
- Конец года — Роман Ростиславич вместе с братьями организовал военный поход на Новгородскую республику с целью возвращения на новгородский стол своего брата Святослава Ростиславича. Был сожжён город Луки (Великие Луки)[13].
- Владимир Мстиславич в дальнейшем пытался организовать сопротивление новому киевскому князю, в результате чего был переведён княжить в г. Котельница, а затем был вынужден бежать из Киевского княжества в Суздаль, а позднее в Рязань[9].
- Андрей Боголюбский принимает бежавшего от Мстислава — Владимира Мстиславича и отправляет его в Рязань, к князю Глебу Ростиславичу[12].
- Половецкий хан Боняк разбит русскими войсками.
- В Новгородской первой летописи впервые упомянут г. Великие Луки, как г. Луки на р. Ловать (первое упоминание содержатся в новгородской берестяной грамоте XII века)[14].
- Первое упоминание в Новгородской первой летописи Русы (сов. Старая Русса)[15].
- Первое упоминание в письменных источниках (Воскресенская летопись) поселка Рогнедино[16].

## Начало правления
См. также: Список глав государств в 1167 году
- 1167—1168 — герцог Швабии Фридрих Барбаросса (вторично).
- После убийства Карла Сверкерсона королём Швеции провозгласил себя Кнут I Эриксон. Однако Бурислев и Коль Сверкерсоны тоже провозгласили себя королями.
- Король Арагона Альфонсо Целомудренный наследует графство Прованс.

## Родились
См. также: Категория:Родившиеся в 1167 году
- 24 декабря — король Англии (1199—1216) Иоанн Безземельный.

## Скончались
См. также: Категория:Умершие в 1167 году
- 17 марта  1167/1168 — Ростислав I Мстиславич, великий князь киевский.
- 14 августа — Райнальд фон Дассель, архиепископ Кёльнский и архиканцлер Италии.
- Матильда (королева Англии).
- Ибн-Эзра, Авраам.
- Захарий (новгородский посадник).
- Карл Сверкерсон — король Швеции.